# Сельсовет
Сельсове́т, се́льский сове́т, с/с — название местного органа власти (сельский Совет народных депутатов) и единица административно-территориального деления в Советской России и Союзе ССР. 
В видоизменённой форме (иногда и с тем же названием) институт сельских советов сохранился в ряде государств, образовавшихся на территории Союза Советских Социалистических Республик.

## Сельсоветы в Советской России и Союзе ССР
В Советской России и Советском Союзе сельсовет — первичный орган советской власти, нижнее звено системы Советов народных депутатов.
На основании постановления Совнаркома от 24 декабря 1917 года «Об органах местного самоуправления» началась ликвидация низших административных и земских всесословных органов самоуправления Временного правительства — волостных исполкомов и волостных земских управ, — унаследовавших административные, финансовые и хозяйственные функции упразднённых волостных сходов, правлений, судов и старшин. Эти органы практически так и не приступали к работе, а после Октября 1917 года были заменены волисполкомами (исполнительными органами волостных съездов) и сельсоветами.
Система сельских Советов была закреплена Конституцией РСФСР 1918 года. Порядок образования, деятельности и задачи сельских Советов были определены Конституцией и последующими законодательными актами, как то:
- Положение ВЦИК «О сельских Советах» от 15 февраля 1920 года (опубликовано в «Известиях» ВЦИК № 34).
- «Положение о сельских Советах», утверждённое ВЦИК 26 января 1922 года.
- «Положение о сельских Советах» от 16 октября 1924 года и другими.

### Структура и порядок работы сельского совета
Сельский совет избирается на определённый срок. Текущая работа ведётся исполнительным комитетом во главе с председателем. Совет регулярно созывается исполкомом.
По Конституции сельский совет образуется по норме один депутат на 100 человек населения, но так, чтобы общее число депутатов было не менее трёх и не более 50. Совет имеет трёхмесячный срок полномочий. Исполком состоит из председателя и трёх — пяти членов. Заседания совета созываются не реже двух раз в неделю.
Положение 1920 года упорядочило структуру сельсоветов и уточнило порядок их образования:
- Советы создаются в селениях, имеющих население не менее 300 человек. В селениях, насчитывающих менее 300 жителей, действует предусмотренное Конституцией общее собрание избирателей; в этом случае собрание избирает председателя, исполняющего те же функции, что и председатель сельсовета, или эти селения объединяются с другими в один сельсовет.
- Исполкомы образуются сельсоветами, объединяющими свыше 10 000 населения, в селениях с числом жителей менее 10 000 исполкомы не избираются, а исполнительную власть осуществляет председатель сельсовета.
- Число заседаний сельсовета сокращено до двух раз в месяц.

По положению 1922 года:
- Советы стали образовываться в населённых пунктах, насчитывающих не менее 400 жителей, по норме один депутат на 200 человек (общее число депутатов не более 25). Это придавало составу Советов больше стабильности и сократило их общее число.
- Состав исполкома уменьшен до председателя и двух членов.
- Срок полномочий сельского Совета продлён до одного года.

Положение 1924 года ввело норму выбора одного депутата на 100 человек и повысило предельное число членов Совета (не менее трёх и не более 100 человек), обеспечивая этим приток новых кадров в сельсоветы.
По Конституции РСФСР 1918 года при сельсоветах, для выполнения возложенных на них задач образуются соответствующие отделы. Практически отделы создавались лишь в редких случаях, потребности в них не ощущалось. Поэтому уже инструкция ВЦИК «О порядке перевыборов волостных и сельских Советов» от 2 декабря 1918 года указала, что отделы сельскими Советами не образуются.
Положение 1920 года предусматривало организацию при сельсоветах ячеек содействия рабоче-крестьянской инспекции и комиссий по отдельным отраслям работы в целях привлечения крестьянства к решению важнейших вопросов жизни села.
По положению 1924 года при сельских Советах избирались ревизионные комиссии, осуществлявшие функции общественного контроля над работой Совета. Положение предоставило сельским Советам право образования комиссий (секций) как формы участия актива сельской общественности в управлении. Большая роль отводилась сельским сходам — общим собраниям граждан села как важному средству вовлечения населения в строительство новой жизни.
Положением «О постоянных комиссиях (секциях) при районных и волостных исполнительных комитетах и сельских Советах» от 21 марта 1927 года был определён состав комиссий (секций):
- сельскохозяйственная;
- культурно-просветительская;
- здравоохранения;
- финансово-налоговая;
- местного хозяйства и благоустройства;
- торгово-кооперативная.

### Функции сельсоветов
В задачу сельсоветов и их председателей входили:
- административное управление: борьба с преступлениями, в особенности с тайным винокурением, охрана революционного порядка, выявление нетрудовых элементов, лишение и восстановление в избирательных правах, принятие мер к взысканию налогов и различных платежей, в том числе и опись имущества.
- В области сельского хозяйства: содействие развитию сельскохозяйственных коммун, артелей и другое, улучшение способов ведения сельского хозяйства, охрана лесов, учёт земель, посевов, семян, мёртвого и живого инвентаря.
- В области хозяйственной: Советы должны были следить за исправным состоянием, ремонтом мостов, грунтовых и шоссейных дорог, организовать противопожарное дело в селе, обеспечить охрану общественных построек и тому подобное.
- В области продовольственной: Советы должны были организовывать учёт урожая и посевов, заготовку продуктов, подлежащих сдаче в порядке продразверстки и твёрдых заданий «кулацко-зажиточной части населения», вести борьбу со спекуляцией, сокрытием и незаконной продажей и вывозом подлежащих сдаче продуктов.
- В области трудовой повинности: сельсоветы были обязаны вести учёт рабочей силы по специальностям, распределять и использовать привлекаемых к работе людей в порядке трудовой повинности. Сельские Советы имели право привлечения к судебной ответственности лиц, уклонявшихся от трудовой повинности, как трудовых дезертиров.
- В области военной: вести учёт военнообязанных граждан, учёт лошадей, повозок и упряжи, наблюдать за выполнением военнообязанными поверочных и учебных сборов и тому подобное.
- В области народного образования: Советы должны были создавать в селениях избы-читальни и при них пункты по ликвидации неграмотности для взрослых и подростков, заботиться об учреждениях дошкольного, школьного и внешкольного образования (ремонт, освещение, отопление и прочее).
- В области народного здравоохранения: на Советы возлагалось наблюдение за санитарным состоянием сел и деревень, содействие медицинскому персоналу в борьбе с эпидемическими заболеваниями.
- В области социального обеспечения: Советы обязывались вести учёт нуждающихся и оказывать им помощь местными средствами (помочь им в обработке полей, посевов и тому подобное), организовать помощь красноармейским семьям, а также раненым и больным красноармейцам и инвалидам.

Сельсовет как орган власти на своей территории остался устойчивой формой независимо от административно-территориальных изменений.

## Сельсоветы в современной России
Сельские советы сохранялись в большинстве субъектов Российской Федерации — России до середины 90-х годов XX века. После принятия Федерального закона «Об общих принципах организации местного самоуправления в Российской Федерации» от 28 августа 1995 года № 154 были заменены сельскими округами. В некоторых субъектах Российской Федерации (Республика Дагестан, Ставропольский край и др.) слово «сельсовет» в настоящее время используется в названиях сельских поселений, включающих два и более населённых пункта. В разговорной речи словом «сельсовет» зачастую называют сельскую администрацию, либо сельское муниципальное образование, даже если оно не имеет этого слова в официальном названии. Начиная с 2019 года в ходе преобразования муниципальных районов в муниципальные округа, бывшие сельсоветы стали территориальными подразделениями администраций последних.

## Сельсоветы в Беларуси
Сельсоветы в Беларуси — низовые административно-территориальные единицы. Сельсоветы входят в состав районов. Сельсовет может состоять как из одного населённого пункта, так и объединять на своей территории несколько сельских населённых пунктов. Административный центр сельсовета размещается, как правило, в агрогородке, а при его отсутствии — в другом населённом пункте на территории сельсовета. Органом власти на территории является сельский Совет народных депутатов.
Сельсоветы с численностью населения менее 1000 человек, как правило, упраздняются, а территория и населённые пункты передаются в ведение близлежащему сельсовету.
На 1 января 2020 года в Республике Беларусь насчитывался 1 151 сельсовет.

## Сельсоветы Украины
Сельские советы советского образца сохранялись в областях Украины до 2020 года. После принятия закона «Про добровольное объединение территориальных общин» от 5 февраля 2015 года сельсоветы до 2020 года были полностью заменены большими по площади «территориальными общинами».